# Cosmos 557
Cosmos 557 (in russo: Космос 557) o DOS-3 è stato il quarto lancio di una stazione spaziale nel contesto del programma Saljut dell'Unione Sovietica. Questo è stato anche il terzo tentativo di lanciare una versione civile della stazione Saljut. Internamente, la missione era conosciuta come DOS-3. Il precedente tentativo, DOS-2, fallì mentre un anno prima, la Saljut 1 divenne la prima stazione spaziale con equipaggio mai lanciata. Nel frattempo, fu lanciata la prima stazione spaziale militare Almaz con il nome di Saljut 2. Il nome Cosmos 557 è stato dato alla missione DOS-3 dopo che la stazione spaziale era stata considerata persa a causa di un'orbita eseguita in modo errato.

## Sviluppo e progettazione
Le stazioni civili Saljut erano conosciute con il nome interno "DOS". Le prime quattro stazioni DOS erano costituite da corpi "presi in prestito" dal programma militare Almaz e ai quali venivano aggiunti elementi del programma Sojuz. DOS-1 è stato lanciato come Saljut 1 ed è stato abitato dall'equipaggio di Sojuz 11 per 22 giorni. Il lancio di DOS-2 fallì e la stazione spaziale si schiantò nell'Oceano Pacifico. La terza stazione DOS costruita (DOS-3) differiva per in alcuni punti dai suoi due predecessori. La stazione fu dotata di tre grandi pannelli solari rotabili individualmente, al posto di quattro fissi più piccoli montati precedentemente su DOS-1 e DOS-2. In questo modo non era più necessario girare l'intera stazione in direzione del sole per generare elettricità. Inoltre, DOS-3 era dotato di un portello aggiuntivo al quale si collegava la navicella spaziale Sojuz. Ciò ha permesso di essere utilizzato anche come airlock per le attività extraveicolari da parte dell'equipaggio. Per gli altri aspetti, DOS-3 rimase sostanzialmente uguale ai suoi predecessori.

## Specifiche
- Lunghezza: 15,8 m
- Diametro massimo: 4,15 m
- Volume abitabile: 90 m³
- Peso dopo il lancio: 18 500 kg
- Vettore: Proton K (a tre stadi)
- Numero di pannelli solari: 3
- Superficie dei pannelli solari: 60 m²
- Produzione di elettricità: 4 kW
- Mezzo di approvvigionamento: capsula spaziale Sojuz 7K-T
- Numero di porte di accoppiamento: 1
- Numero di missioni con equipaggio: 0
- Numero di missioni senza pilota: 0

## Missione
DOS-3 venne lanciato l'11 maggio 1973 con un razzo Proton-K dal Cosmodromo di Bajkonur nella RSS Kazaka. Il lancio ebbe successo e il DOS-3 arrivò nell'orbita pianificata ma nelle ore successive la missione venne dichiarata fallita. Un malfunzionamento di un attuatore nei motori principali fece sì che i motori del DOS-3 rimanessero accesi fino al completo esaurimento del carburante. Il comando di volo perse il controllo della stazione spaziale e non fu possibile apportare ulteriori correzioni all'orbita. La missione venne dichiarata fallita e il progetto cancellato. Già 11 giorni dopo la stazione DOS-3 venne disisintegrata per effetto dell'attrito con gli strati superiori dell'atmosfera durante il rientro.

## Denominazione Cosmos 557
Più di un mese prima del lancio di Cosmos 557, la Saljut 2 era stata già lanciata ma in realtà questa fu la prima stazione militare Almaz a volare sotto il nome del programma Saljut. Cosmos 557 avrebbe dovuto essere lanciato prima della Almaz e quindi venne chiamato "Салют.2" (Saljut 2) in maniera non ufficiale. Questo nome venne persino dipinto sulla fusoliera. Eppure la prima missione Almaz venne effettuata in precedenza, e il suo progettista, Vladimir Čelomej, aveva dipinto scherzosamente il nome "Салют.2"  sulla stazione spaziale come segno d'insoddisfazione per la copertura delle sue stazioni. Quindi accadde che due stazioni spaziali furono lanciate una dopo l'altra ed entrambe con la denominazione Saljut 2. Alla fine, il nome fu assegnato ufficialmente alla missione della prima stazione spaziale Almaz.
All'interno dell'Unione Sovietica, negli anni sessanta del ventesimo secolo, era comune nascondere le missioni spaziali fallite. Tuttavia il lancio era già stato osservato con i radar dai paesi occidentali, e la missione fallita fu annunciata dai sovietici come Cosmos 557.
Nell'ambito del programma Cosmos furono avviate decine di missioni di successo. Ma il programma servì anche a coprire decine di missioni spaziali fallite dell'Unione Sovietica. La vera natura del Cosmos 557, compresa la confusione sul nome "Saljut 2", divenne nota solo poco prima della caduta della cortina di ferro nel 1985.